# أوليفر هازارد باين
أوليفر هازارد باين (بالإنجليزية: Oliver Hazard Payne)‏ هو ضابط أمريكي، ولد في 21 يوليو 1839 في كليفلاند في الولايات المتحدة، وتوفي في 27 يونيو 1917 في نيويورك في الولايات المتحدة.